# ペイトイア
ペイトイア（Peytoia、またはペユトイア）は、約5億年前のカンブリア紀に生息したラディオドンタ類の節足動物の一属。別名ラガニア（Laggania、またはラッガニア、ラガーニア、ラグガニア）。楕円形の体をもつ、アノマロカリスと並んでラディオドンタ類として有名な古生物の1つである。バージェス動物群のペイトイア・ナトルスティ（Peytoia nathorsti）をはじめとして、主に北アメリカで見つかった化石によって知られている。

## 名称
Collins (1996) をはじめとして、本属の学名は長い間「Laggania」（ラガニア）とされていたが、Daley & Bergström (2012) 以降は「Peytoia」（ペイトイア）の方が有効で、「Laggania」は Peytoia のジュニアシノニム（無効な異名）とされる（詳細は後述）。中国語では「皮托蝦」（簡体字：皮托虾、ピンイン：Pí tuō xiā、ピートゥオシャ）と呼ぶ。旧学名「Laggania」は、かつてバンフ国立公園（Banff National Park）のカナダ太平洋鉄道（Canadian Pacific Railway）にあった鉄道駅名 Laggan に因んでいる。

## 形態

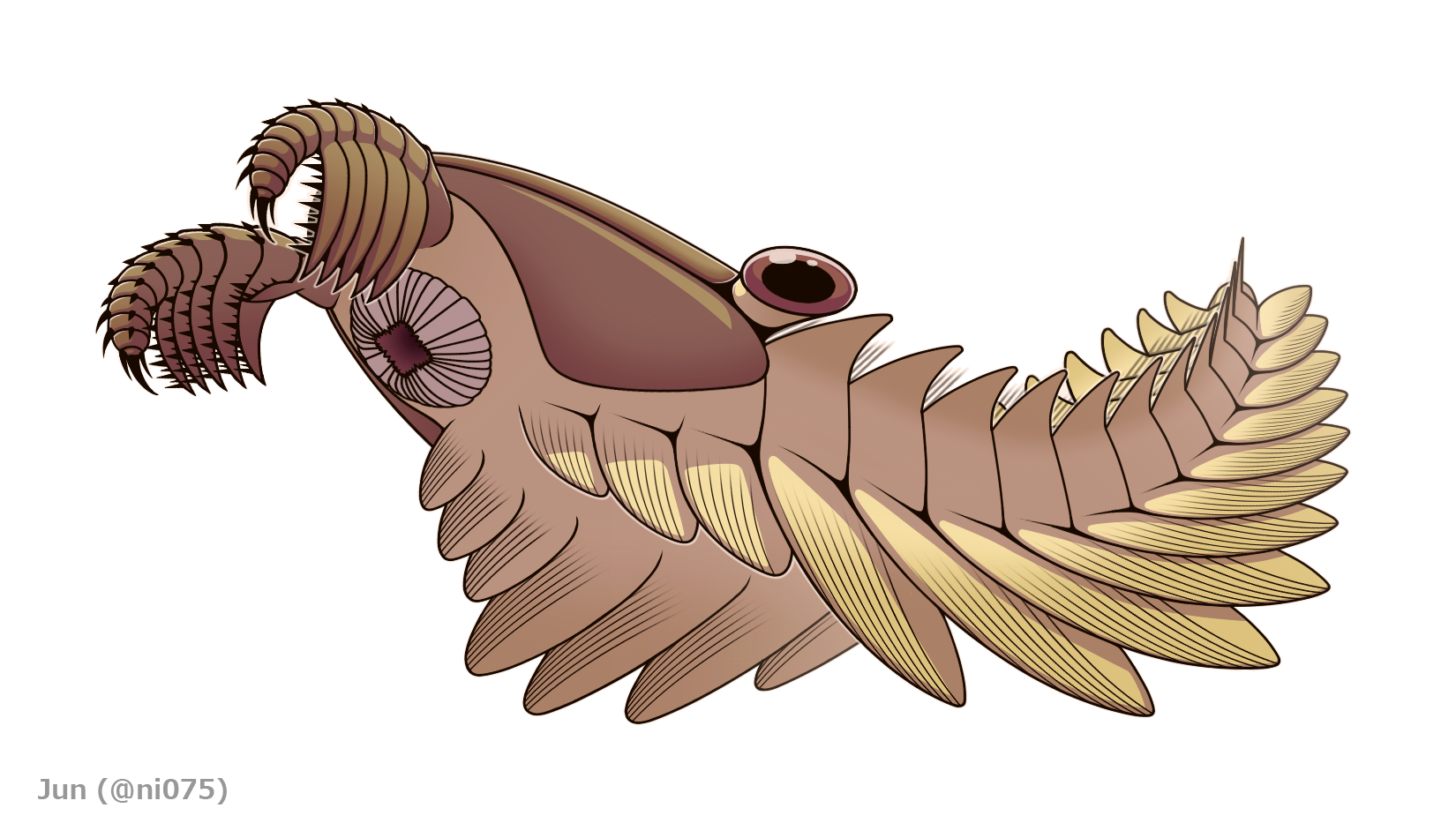
Peytoia nathorsti の全身復元図
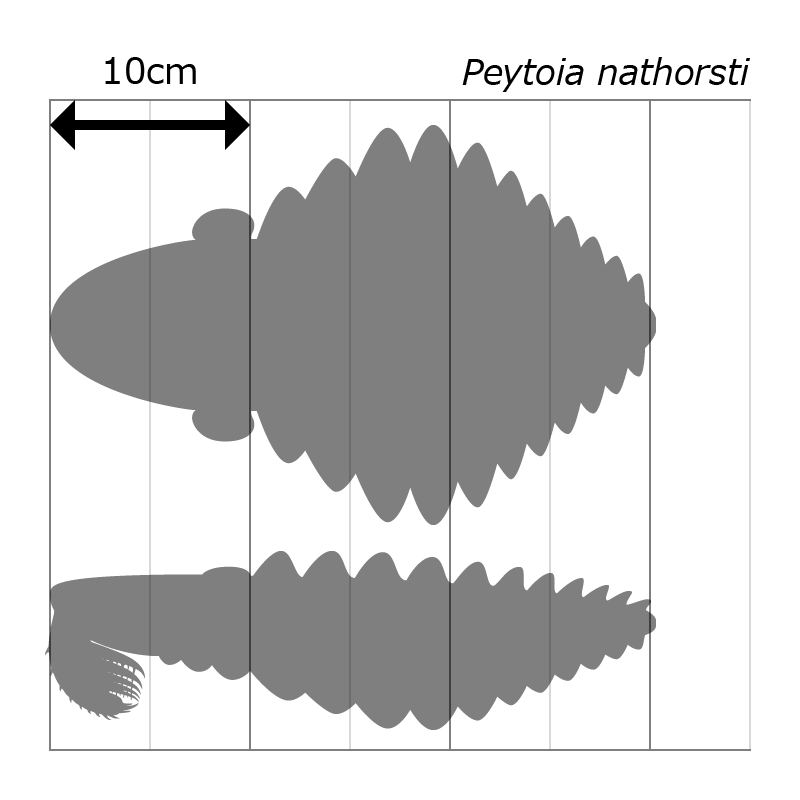
同種のサイズ推定図

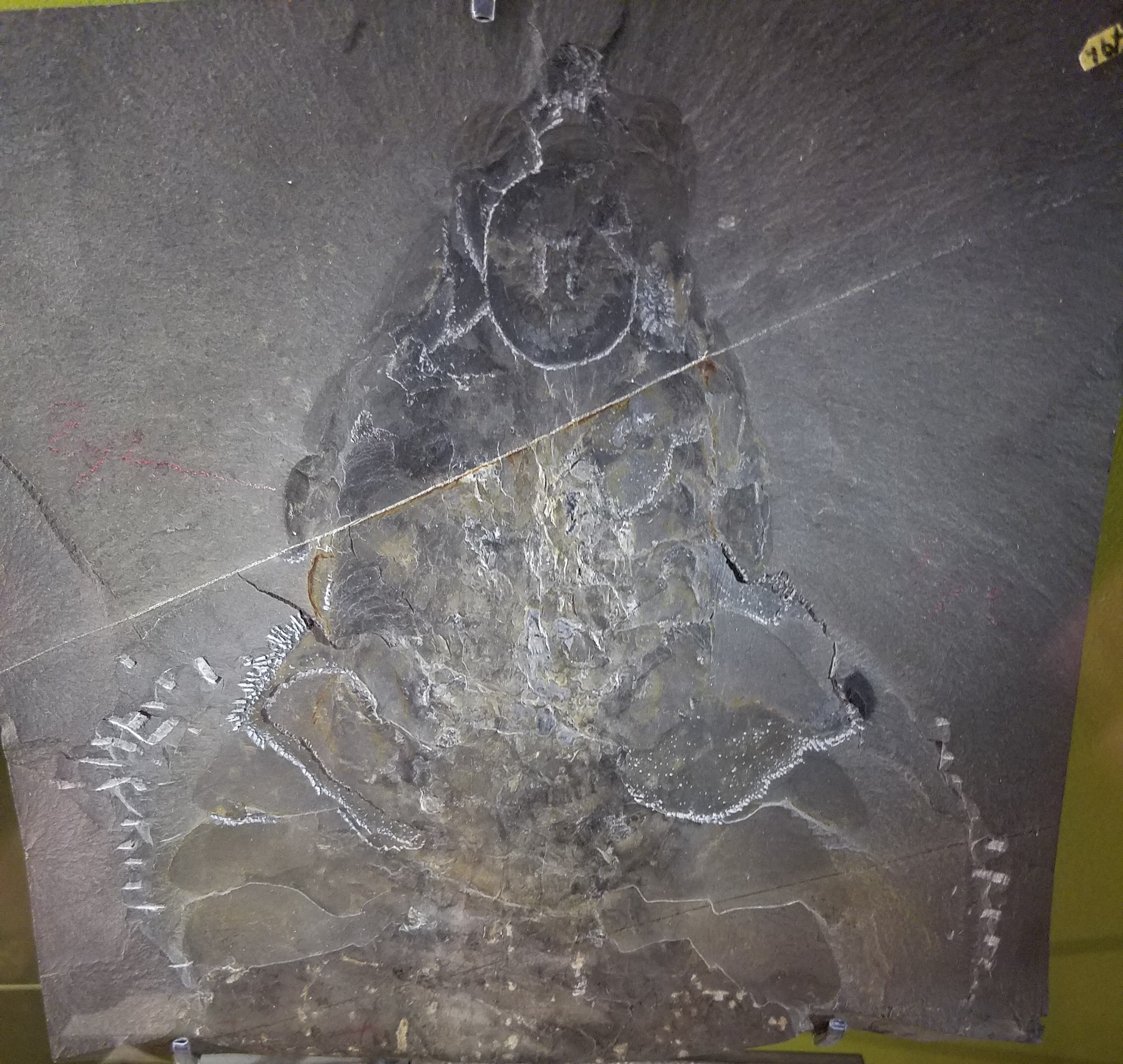
の前半身腹面の化石標本

特化した尾部をもたない楕円形の胴体が特徴的なラディオドンタ類である。フルディア科において一般的な丈夫な体型と、アノマロカリスを思わせるほど発達した鰭を兼ね備える。前部付属肢以外の構造は、模式種（タイプ種）であるペイトイア・ナトルスティ（Peytoia nathorsti）のみに知られている。
知られる全身化石標本は最大13 cm だが、単離した既知最大の前部付属肢（外縁長8.2cm）からその比率（体長は前部付属肢長の3.5–3.7倍）にあわせて推算すると、最大の体長はフルディアと同じ程度の30 cm 前後とされる。

### 頭部
縦長い半円形の頭部は長大であるが、体長の約3分の1程度で、一般的なフルディア科の種（体長の約半分）ほど極端ではない。腹面は前端に1対の前部付属肢と、その直後に放射状の歯に囲まれた口をもつ（後述）。
1対の発達した側眼（複眼）は一般的なフルディア科の種と同様に、両背側の短い眼柄を介して頭部の両後端に備わる。スタンレイカリスのように、頭部の前面中央で更に1つの中眼をもつとも考えられている。頭部の甲皮（head sclerite complex）は既知の化石標本では保存が悪く、不明瞭であるため、全貌ははっきりしない。背側の甲皮（H-element）はほぼ不明で、その前縁と考えられる断片のみ知られる。左右の甲皮（P-element）は三角形で、頭部の両腹側を包む。頭部の前端腹側（前部付属肢と口の直前）で更に1枚の小さな甲皮（ventral sclerite）をもつという説もあるが、確定的ではない。

#### 前部付属肢
熊手に似た頑丈な前部付属肢（frontal appendage）は口の直前、頭部の前端付近に備わる。十数節（通常では11節とされるが、先端の爪と境目を肢節と認めた場合は13節）の肢節に分かれており、第2–6肢節の腹側には、内側に湾曲し、前縁に大小の分岐（auxiliary spine）が生えた5本のブレード状の内突起（endite）をもつ。背側（外側）に一列の棘（dorsal/outer spine）が走り、先端のものが鉤爪状に発達する。P. nathorsti の場合はその他にも、内側に更に一列の棘（gnathite, medial spinous outgrowth）と、最初の肢節に前傾した目立たない内突起をもつことが分かっている。

#### 口と歯
前部付属肢の直後にある「oral cone」と呼ばれる口器はラディオドンタ類において典型的な十字放射状で、すなわち放射状に並んだ32枚の歯のうち十字方向の4枚が最も発達し、残り28枚のやや細い歯はその四辺の間隔に7枚ずつ並んでいる。表面は滑らかで、開口部は大きな正方形に開いており、その奥はフルディアとカンブロラスターに見られるような多重構造はない。十字方向の歯は内側に3本、それ以外の歯は内側に2本の棘をもつ。
本属の歯は化石標本により円形もしくは楕円形/長方形に保存されるが、円形が元の形で、楕円形/長方形は化石化の過程で変形したものだと考えられている。

### 胴部
胴部の前端、いわゆる「首」に当たる退化的な前3節は頭部に覆われ、体長の3分の2を占めた残りの大部分は11節の胴節が含まれる。各胴節に付属した鰓と思われる櫛状構造（setal blades）はエーギロカシスのように背面全体を覆い、左右に分かれていない。胴節は後方ほど顕著に集約し、尾部は単なる台形の突起であり、尾扇や尾毛などの構造はない。
各胴節の両腹側から張り出した鰭（ひれ、ventral flaps）は丸みを帯びた三角形で、それぞれの前半部に平行した数本の脈（strengthening rays）が並んでいる。「首」にある3対の短い鰭は、常に幅広い頭部に覆われて目立たない。残りの胴節にある発達した11対の鰭はひし形の輪郭を描くように、最も発達した4対目から後方ほど短くなる。エーギロカシスやフルディアと同様、各胴節の両背側は更に1対の短い鰭（dorsal flaps）をもつ。

## 生態

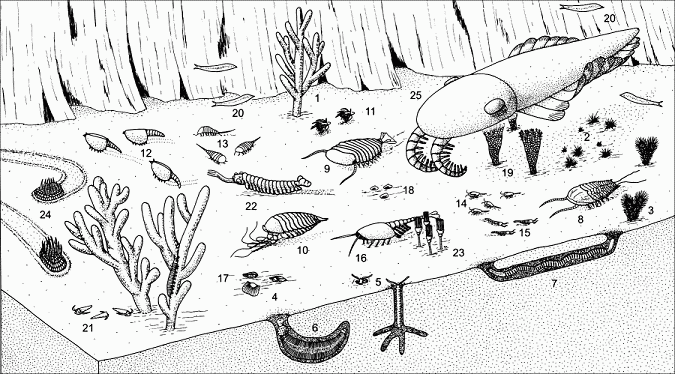
バージェス動物群が繁栄する海底を描いた生態復元図。右上にペイトイア（25、1980年代の見解に基づいた旧復元）が泳いでいた。

ペイトイアは遊泳性の肉食動物であったと考えられ、腹側の鰭を波打たせて海中を泳ぎながら、背側の鰭でバランスを維持したと考えられている。ラディオドンタ類の中で、本属は低速遊泳に適した多くのフルディア科の種に似た丈夫な体型をもつが、鰭はむしろ活動的なアノマロカリスのように発達していた。そのため、本属の機動性はアノマロカリスほどでないものの他のフルディア科の種より優れ、すなわち両者の中間程度であったと考えられる。

の前部付属肢の可動域と動作の予想

他の多くのフルディア科の種と同様、ペイトイアは堆積物を篩い分ける底生生物食者（sediment sifter）であり、熊手状の前部付属肢で篩のように海底の堆積物からあらゆる底生生物を篩い分けて、大きな口でそれを咀嚼/吸い込んでいたと考えられる。一方、ペイトイアの前部付属肢は内側の棘と鉤爪状の棘も兼ね備えるため、他の多くのフルディア科の種より捕食的で、餌を挟んで分解する機能もあったと推測される。背側の節間膜は他のフルディア科の種より広いため、可動域はより高かったと推測される。左右の前部付属肢をあわせると、直径6–10 cm 程度の大型の餌も捕獲できたとされる。これによると、ペイトイアは（柔軟な小型遊泳性動物を捕食したとされる）アノマロカリスや（硬質な小型底生性動物を捕食したとされる）フルディアとは異なり、より硬質で大型の底生性動物を捕食できたと考えられる。
21世紀以前の古典的な記載では前述とは異なり、ペイトイアは懸濁物食/濾過摂食者とされてきた。しかしペイトイアの前部付属肢は内突起の分岐が不均一で間隔が大きく、微小な有機物を濾過するのに不向きである（むしろ上述のような底生生物食性に向く）ため、この解釈は否定的に評価される。

## 分布と生息時代

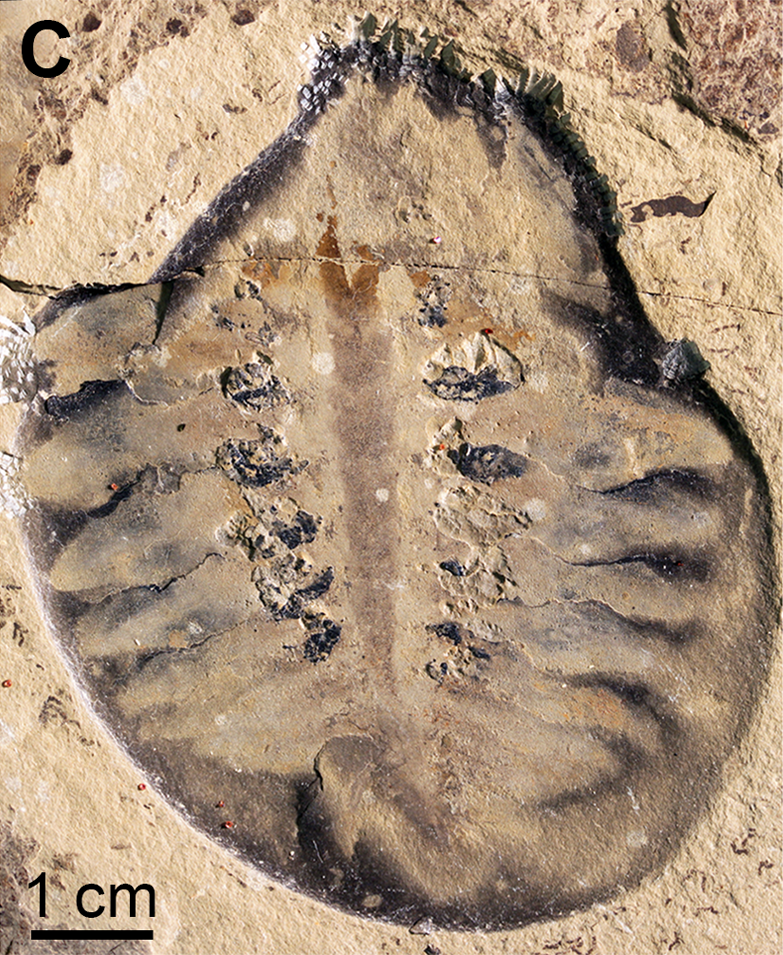
産のペイトイアの化石標本

ペイトイアの中で、模式種（タイプ種）であるペイトイア・ナトルスティ Peytoia nathorsti（=ラガニア・カンブリア Laggania cambria）は、ウリューアン期（約5億900万 - 5億450万年前）に当たるカナダブリティッシュコロンビア州のバージェス頁岩（バージェス動物群）、およびドラミアン期（約5億450万 - 5億50万年前）に当たるアメリカユタ州の Wheeler Shale と Marjum Formation など北アメリカの堆積累層から発見される。Peytoia infercambriensis（旧称 Cassubia infercambriensis）は既知最古のラディオドンタ類として知られ、更に早期のカンブリア紀第三期（約5億2100万 - 5億1400万年前）に当たるポーランドの Zawiszany formation から発見される。中国湖南省の Balang Formation（カンブリア紀第四期、約5億1400万 - 5億900万年前）とポーランドの Klonówka Shale（ジャンシャニアン期、約4億9400万 - 4億8950万年前）からにも、本属の未命名の化石標本（それぞれ NIGP 156215 と MWGUW ZI/66/0118）が発見される。これによると、本属はカンブリア紀の第三期初頭からジャンシャニアン期にかけて生息し、フルディア科のラディオドンタ類の中では最も長い生息期間をもつ属とされる。

## 分類
ラディオドンタ類の中で、ペイトイアはエーギロカシスやフルディアなどと共にフルディア科（Hurdiidae）に分類される。2010年代後期以降の系統解析では、フルディア科の中で本属はスタンレイカリスなどと共に基盤的な種類の1つとされる。

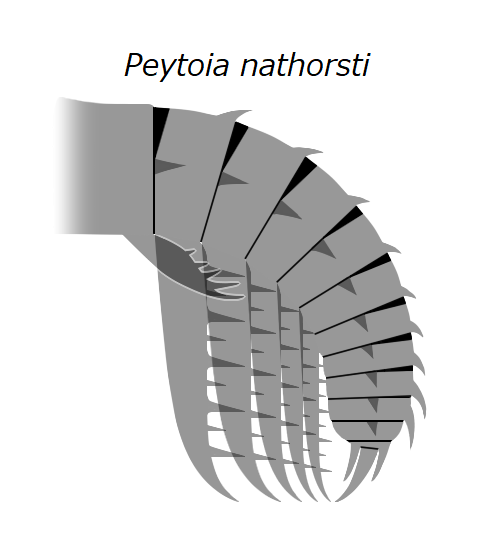
Peytoia nathorsti の前部付属肢
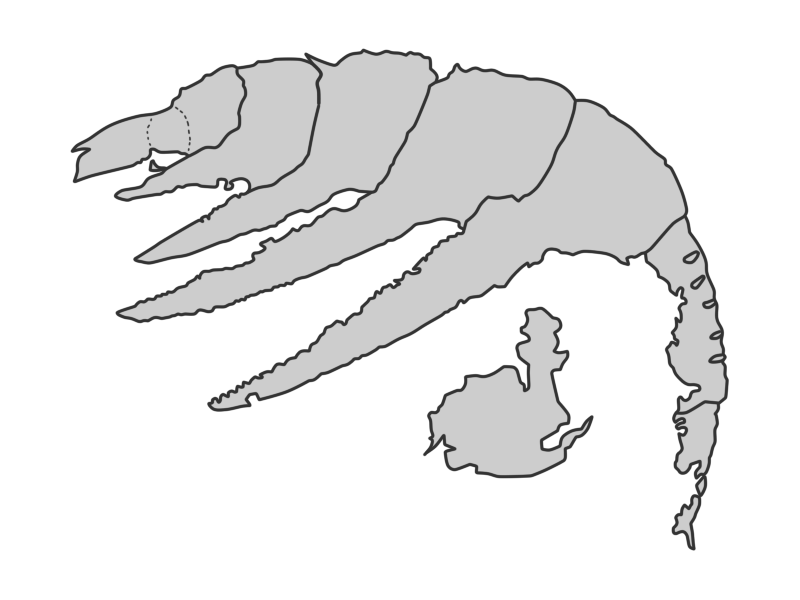
Peytoia infercambriensis の前部付属肢（化石標本解釈図）

ペイトイア（ペイトイア属 Peytoia）の中で、模式種（タイプ種）であるペイトイア・ナトルスティ Peytoia nathorsti（=ラガニア・カンブリア Laggania cambria）と、Peytoia infercambriensis（旧称 Cassubia infercambriensis）という2種が正式に命名される。前者は単離した歯や前部付属肢から全身まで保存した化石が発見され、後者は唯一の不完全な前部付属肢の化石標本 PIG 1432 II 22 のみによって知られる。P. infercambriensis は、内突起が該当肢節の腹面より幅狭いことと、その前縁の鋸歯が小さく密集したことによって P. nathorsti から区別される。
- Peytoia nathorsti Walcott, 1911[4]（=Laggania cambria Walcott, 1911[4]）
- Peytoia infercambriensis (Lendzion, 1975[7])[1]（旧称 Cassubia infercambriensis Lendzion, 1975[7][6]）

## 研究史

### Peytoia nathorstiの研究史
ペイトイアの模式種（タイプ種）であるペイトイア・ナトルスティ（Peytoia nathorsti、=ラガニア・カンブリア  Laggania cambria）は、ラディオドンタ類の中でも特に紆余曲折した研究史をもつ。記載当初の20世紀初期から1970年代にかけて、胴体・歯・前部付属肢はいずれも長らく別生物由来と考えられた。ラディオドンタ類であると判明した1980年代以降でも、いくつかの特徴が他のラディオドンタ類（アノマロカリス、フルディア、未命名種 cf. Peytoia）と混同されるという経緯があった。また、本種を指すのに採用される学名も、研究史と伴って「Peytoia nathorsti」・「Anomalocaris nathorsti」・「Laggania cambria」の間に何度も置き換えされた。「体の各部位がかつてそれぞれ別生物とされた」という、一般に "アノマロカリスの復元史" として紹介された経緯も、実際には一時的にアノマロカリスに分類され、後にアノマロカリスから除外されるようになった本種のものである。

#### 胴体・歯・前部付属肢はそれぞれ別生物由来（1910–1970年代）

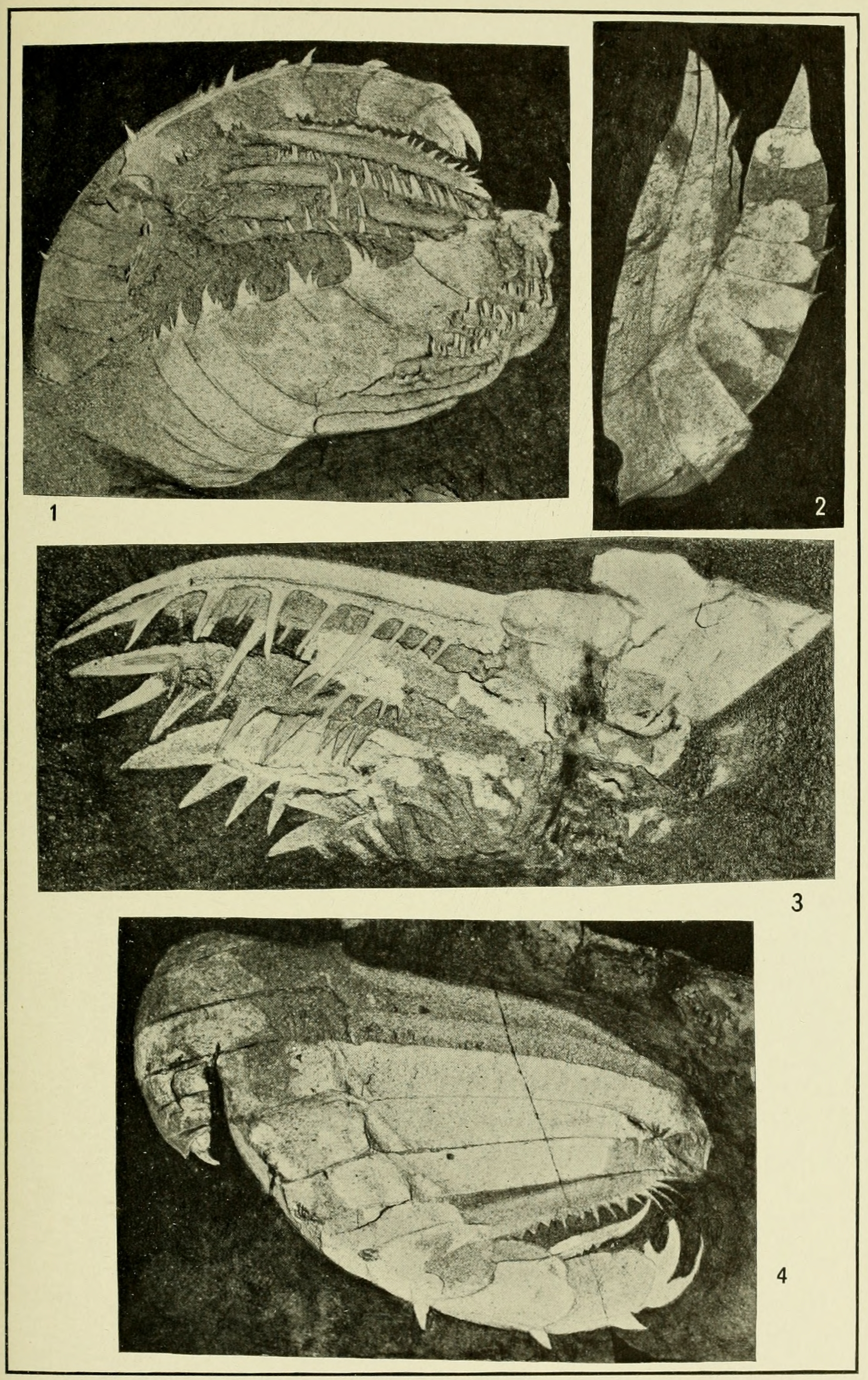
Walcott 1911b による本種（右上、2）、フルディア（中央、3）、および未命名種 cf. Peytoia （左上と下、1と4）の前部付属肢の化石

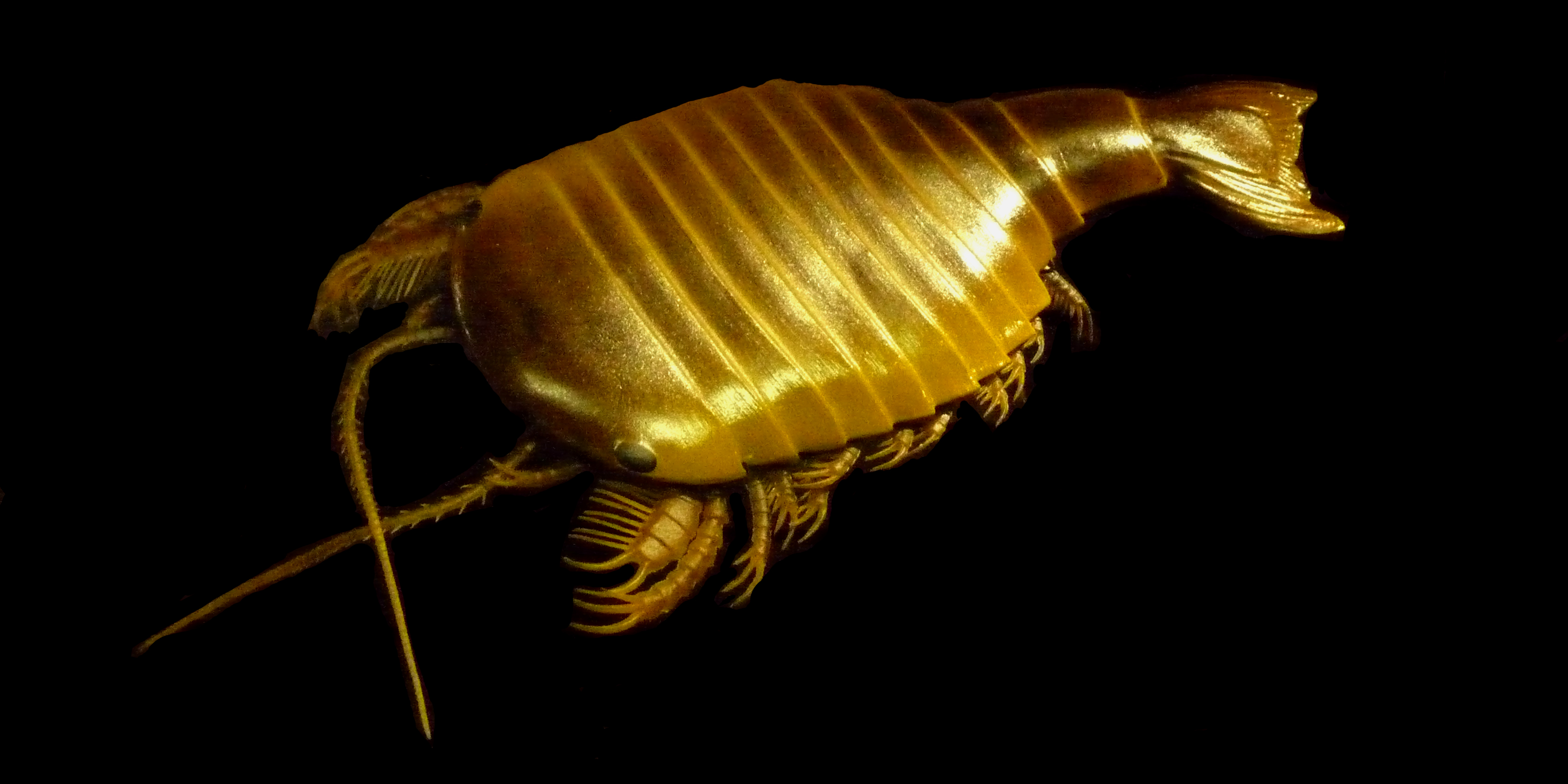
本種と同じくバージェス頁岩から発見されたシドネイア。本種の前部付属肢は最初ではこの動物に由来と考えられた。

本種の胴体と歯は Walcott (1911a) で同時に記載されたが、当時は歯が単離した化石標本を基に記載され、唯一に知られる胴体の化石標本 USNM 57555 はそれと同型な歯をもつということも解明されていなかった。歯の部分は根口クラゲ目（Rhizostomeae）のクラゲの1種「ペイトイア・ナトルスティ」（Peytoia nathorsti）、胴体の部分はクロナマコ科（Holothuriidae）のナマコの1種「ラガニア・カンブリア」（Laggania cambria）と、それぞれ別の動物種として命名された。同年、前部付属肢も単離した状態で Walcott (1911b) に記載され、フルディアや未命名種 cf. Peytoia の前部付属肢と共に、シドネイアという同じ生息地の節足動物由来の付属肢と解釈された。
Morris (1978) は「ラガニア」の模式標本 USNM 57555 の再検討を行い、その先端に「ペイトイア」があると判明した。しかし胴体と歯の部分は依然として別生物扱いされ、USNM 57555 全体は「カイメンの1種（おそらく既知種の Corralio undulata、胴体の部分）とそれに付属したクラゲ（歯の部分）」という2つの動物が共存する化石と解釈された。これによると、USNM 57555 の「ペイトイア」以外の部分は既知種の可能性があり、「Laggania cambria」という学名が指せるのは USNM 57555 の「ペイトイア」の部分だけである。すなわち「Laggania cambria」と「Peytoia nathorsti」はシノニム（同物異名）であり、どちらかをジュニアシノニム（無効な異名）にする必要がある。その中で、Peytoia nathorsti は形態が明確で多くの化石標本を基に記載され、有効の学名にしては（形態が不確実な1つの化石標本のみに基づいた）Laggania cambria よりも適切であると判断された。国際動物命名規約の条24に従い、Morris (1978) は第一校訂者として Laggania cambria を Peytoia nathorsti のジュニアシノニムにした。
Briggs (1979) では、前述の前部付属肢がアノマロカリスのものと共に再検討され、シドネイアとは全く別の、正体不明の巨大節足動物由来の付属肢として解釈された。

#### 本種はアノマロカリスの一種（1980年代）
本種の完全な全身化石は1980年代に記載され、Walcott (1911a, b) と Morris (1978) に別生物と解釈された部分は、全て1つの動物種に由来であることが判明した。同時に同じ生息地（バージェス頁岩）のアノマロカリス・カナデンシス（Anomalocaris canadensis）の全身化石も発見され始め、この2種を含んだ動物群（ラディオドンタ類）の全体像が徐々に明らかになったが、当時のアノマロカリスの胴体は本種に同型（後方に位置する眼・楕円形の体・単調な尾部をもつ）と考えられた。この見解は Whittington & Briggs (1985) で更に踏襲され、両者の主な相違点は前部付属肢のみ（本種は熊手状、A. canadensis は触手状）で、本種はアノマロカリスの1種 Anomalocaris nathorsti として再分類された。また、この時点では、未命名種 cf. Peytoia の前部付属肢は本種由来と解釈された。

#### 本種はアノマロカリスではない（1990年代）
なお、Collins (1996) では更に完全な A. canadensis の全身化石が記載され、本種とは別属にすべきほど多くの相違点をもつことが判明した。A. canadensis は触手様の前部付属肢だけでなく、前方に位置する眼・流線型の体・発達した尾扇も本種とは大きく異なる。以降、本種は A. canadensis を含んだアノマロカリスから除外されるようになったが、Collins (1996) では A. canadensis の歯は「ペイトイア」に同型と解釈されたため、それを基準にした「Peytoia nathorsti」を本種の学名にするのは不適切で、元々本種の胴体を示す「Laggania cambria」を本種の学名にした。

#### それ以降の展開

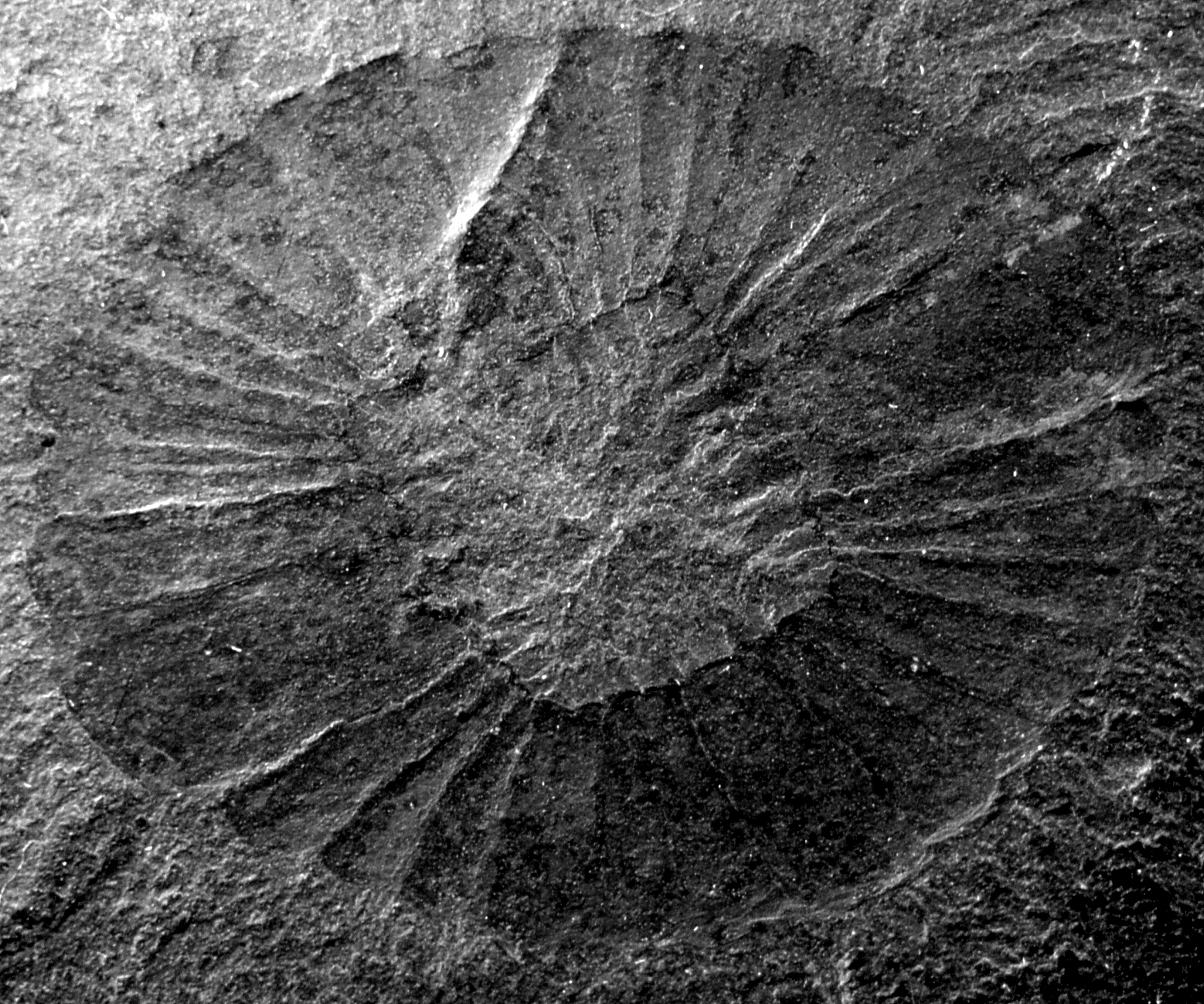
かつてアノマロカリス由来と誤解釈された本種の歯の化石

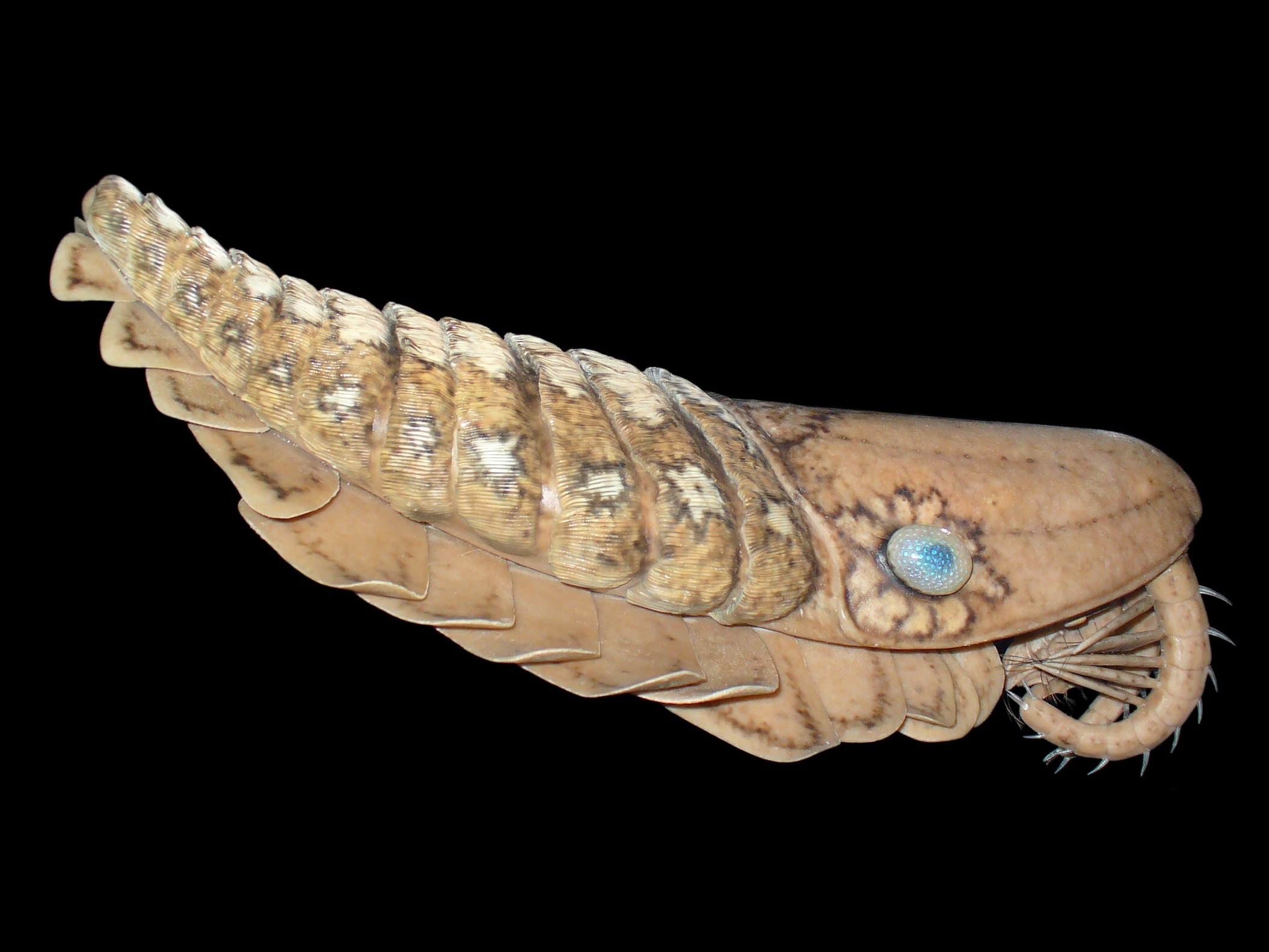
2010年代以前の見解に基づいた本種の復元模型
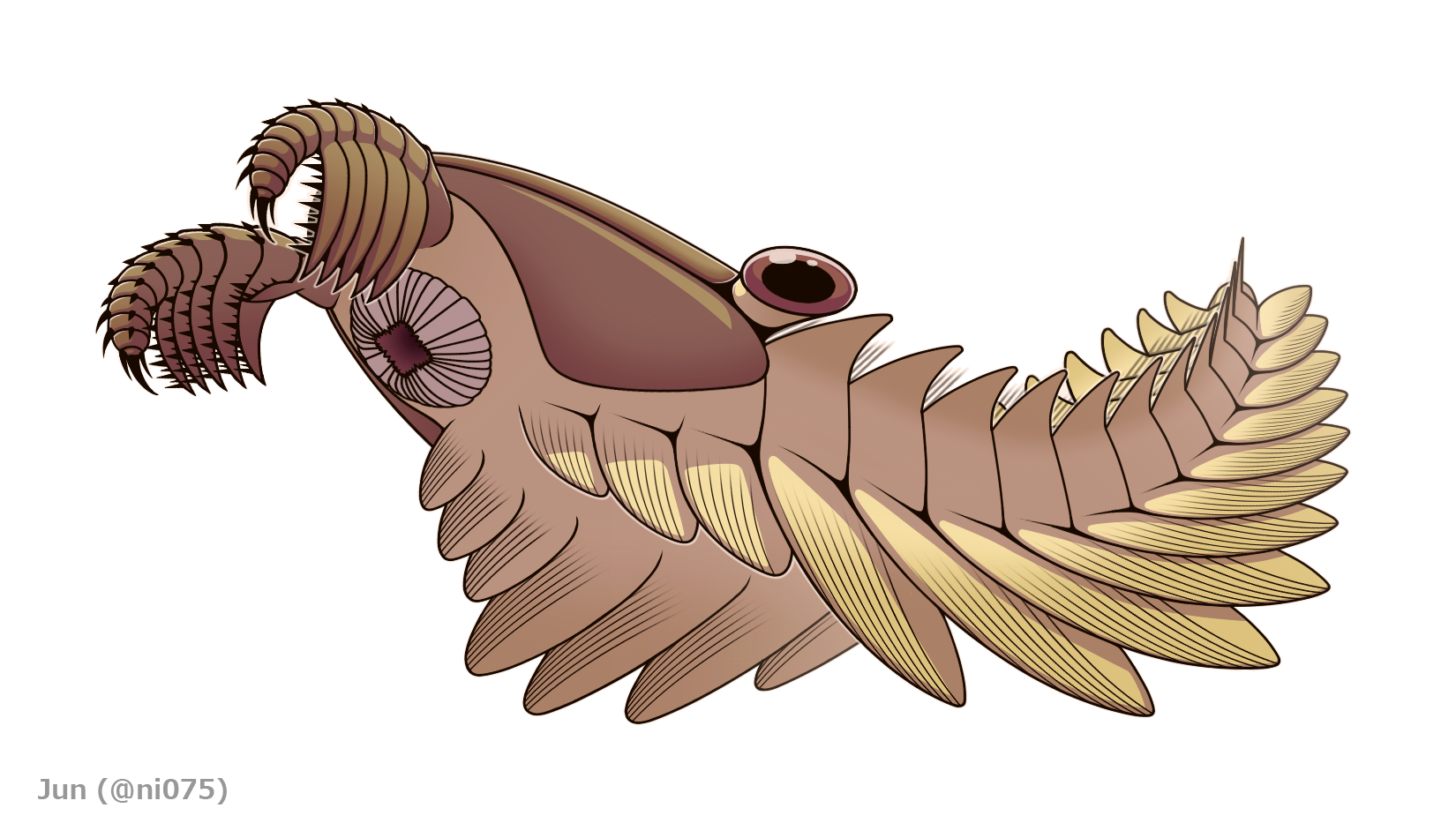
2021年までの見解に基づいた本種の復元図

21世紀では、Whittington & Briggs (1985) と Collins (1996) ほど本種に対する大幅な再記載はなかったものの、いくつかの特徴は更新され続けていた。Daley & Bergström 2012 ではアノマロカリスの歯は「ペイトイア」でなかったことが判明した同時に、Morris (1978) の見解を基に本種の学名は「Laggania cambria」から「Peytoia nathorsti」に戻された。また、本種の前部付属肢は Daley et al. (2009) などでフルディアのものと混同されたが、Daley et al. (2013) 以降では区別されるようになり、未命名種 cf. Peytoia の前部付属肢も2010年代以降では本種から区別されつつある。他のラディオドンタ類と同様に甲皮をもつ可能性は Daley et al. 2013 に示され、左右の甲皮の存在は Moysiuk & Caron 2019 で明らかになった。 Collins (1996) に「腹側の鰭に繋がるロード状の構造」と解釈された部分は鰓と胴節の連結部、Whittington & Briggs (1985) に「鰓の塊」と解釈された部分は背側の鰭であることも2010年代中期で解明された。Moysiuk & Caron (2021) では、前部付属肢の基部は更に1本の目立たない内突起をもつことが判明し、先端の爪は2節が含まれるとされ、前部付属肢の肢節数は従来の11節から13節に更新された。

### Peytoia infercambriensisの研究史

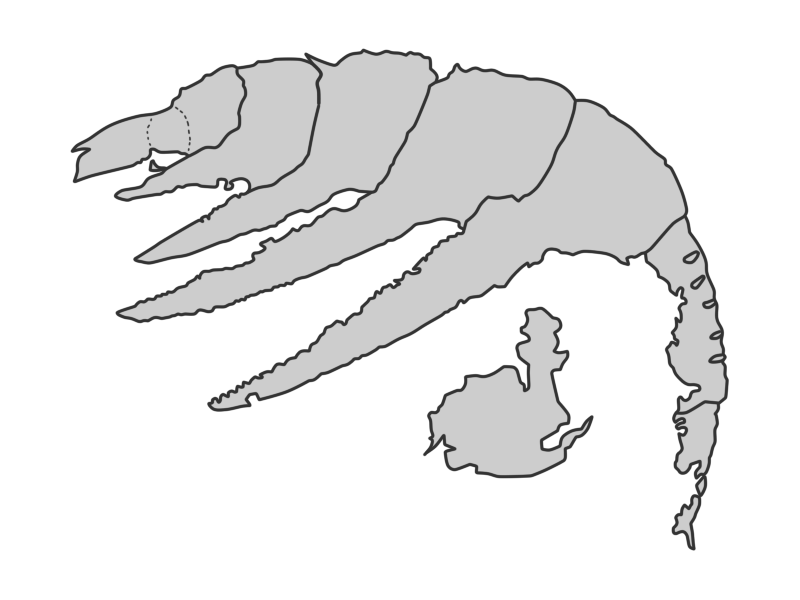
の前部付属肢（化石標本解釈図）

ペイトイアの2つ目の種である Peytoia infercambriensis は、最初ではレアンコイリア科（Leanchoiliidae, メガケイラ類）の1種と同定され、Lendzion (1975) に Pomerania infercambriensis と命名された。しかし当時、Pomerania は既に別生物（アンモナイト）の属名として使われたため、ホモニム（異物同名）で無効になり、Lendzion (1977) により改めて Cassubia infercambriensis と命名された。本種は Dzik & Lendzion (1988) 以降ではラディオドンタ類とされるようになったが、その唯一の化石標本は前部付属肢の他にも13節に分かれた胴部が隣に保存され、これは長らく本種由来のものと考えられた。Daley & Legg (2015) では保存状態の違いを基に、その胴部は本種とは別の正体不明な節足動物として区別されると同時に、本種と Peytoia nathorsti の前部付属肢の類似性を認められ、本属に再分類されるようになった。